# Шчечинешки окръг
Шчечинешки окръг (на полски: Powiat szczecinecki) е окръг в Северозападна Полша, Западнопоморско войводство. Заема площ от 1765,42 км2. Административен център е град Шчечинек.

## География
Окръгът се намира в историческия регион Померания. Разположен е в източната част на войводството.

## Население
Населението на окръга възлиза на 79 552 души(2012 г.). Гъстотата е 45 души/км2.

## Административно деление
Административно окръгът е разделен на 6 общини.
Градска община:
- Шчечинек

Градско-Селски общини:
- Община Барвице
- Община Бяли Бор
- Община Борне Сулиново

Селски общини:
- Община Гъжмьонца
- Община Шчечинек

## Галерия
- Шчечинек
- Барвице
- Бяли Бор
- Борне Сулиново